# Китайський Ростислав Сергійович
Ростисла́в Сергі́йович Кита́йський (1992–2022) — український військовик, сержант Національної гвардії України, учасник російсько-української війни, який загинув під час російського вторгнення в Україну, інструктор спеціального загону «Азов».

## Життєпис
Народився 5 квітня 1992 року у місті Первомайськ Миколаївської області. Навчався у Первомайській загальноосвітній школі № 16.
Похований 11 грудня в Первомайську

## Нагороди
- орден «За мужність» II ступеня (24.05.2022, посмертно) — за особисту мужність і самовіддані дії, виявлені у захисті державного суверенітету та територіальної цілісності України, вірність військовій присязі;
- орден «За мужність» III ступеня (02.04.2022) — за особисту мужність і самовіддані дії, виявлені у захисті державного суверенітету та територіальної цілісності України, вірність військовій присязі, зразкове виконання службового обов'язку;
- медаль «Операція об'єднаних сил. За звитягу та вірність» (19.09.2019).